# Wahlkreis Nordsachsen 2
Der Wahlkreis Nordsachsen 2 (Wahlkreis 34) ist ein Landtagswahlkreis in Sachsen. Er ist einer von drei Landtagswahlkreisen im Landkreis Nordsachsen und umfasst die Städte Bad Düben, Dommitzsch, Eilenburg und Taucha sowie die Gemeinden Doberschütz, Elsnig, Jesewitz, Laußig, Mockrehna, Trossin und Zschepplin. Der Wahlkreis wurde erstmals 2014 gebildet. Bei der letzten Wahl waren 50.760 Einwohner wahlberechtigt.

## Wahl 2024
Zur Landtagswahl 2024 treten folgende Direktkandidaten und Parteien an:
| Direktkandidat           | Partei              | Direktstimmen in % | Listenstimmen in % |
| ------------------------ | ------------------- | ------------------ | ------------------ |
| Sebastian Gemkow         | CDU                 | 38,7               | 32,0               |
| Ferdinand Wiedeburg      | AfD                 | 39,6               | 35,3               |
| Luise Neuhaus-Wartenberg | Die Linke           | 4,3                | 2,4                |
| Christine Rademacher     | GRÜNE               | 2,2                | 2,4                |
| Stefan Lange             | SPD                 | 6,8                | 7,0                |
| Paul Deutschle           | FDP                 | 2,0                | 1,1                |
| Chris Daiser             | Freie Wähler        | 6,4                | 2,6                |
| –                        | Die Partei          | –                  | 0,6                |
| –                        | Piraten             | –                  | 0,2                |
| –                        | ÖDP                 | –                  | 0,1                |
| –                        | BüSo                | –                  | 0,1                |
| –                        | Tierschutz hier!    | –                  | 1,0                |
| –                        | dieBasis            | –                  | 0,1                |
| –                        | Bündnis C           | –                  | 0,1                |
| –                        | Bündnis Deutschland | –                  | 0,3                |
| –                        | BSW                 | –                  | 12,4               |
| –                        | Freie Sachsen       | –                  | 2,0                |
| –                        | V-Partei3           | –                  | 0,1                |
| –                        | WU                  | –                  | 0,2                |
| Wahlberechtigte: 57.060  |                     |                    |                    |
| Wahlbeteiligung: 72,4 %  |                     |                    |                    |

## Wahl 2019
Vorläufiges Ergebnis der Landtagswahl am 1. September 2019 im Wahlkreis 35 – Nordsachsen 2:
(Ergebnisse in Prozent)
| Direktkandidat           | Partei               | Direktstimmen | Listenstimmen |
| ------------------------ | -------------------- | ------------- | ------------- |
| Sebastian Gemkow         | CDU                  | 34,3          | 33,5          |
| Luise Neuhaus-Wartenberg | Die Linke            | 9,8           | 8,9           |
| Mathias Teuber           | SPD                  | 8,0           | 8,2           |
| René Bochmann            | AfD                  | 30,6          | 30,0          |
| Enrico Kunze             | GRÜNE                | 5,6           | 5,8           |
| –                        | NPD                  | –             | 0,9           |
| Stefan Schieritz         | FDP                  | 4,9           | 4,5           |
| Birgit Rabe              | Freie Wähler         | 6,7           | 3,8           |
| –                        | Tierschutz           | –             | 1,5           |
| –                        | Piraten              | –             | 0,2           |
| –                        | Die PARTEI           | –             | 0,9           |
| –                        | BüSo                 | –             | 0,1           |
| –                        | ADPM                 | –             | 0,2           |
| –                        | Blaue Partei         | –             | 0,5           |
| –                        | KPD                  | –             | 0,1           |
| –                        | ÖDP                  | –             | 0,2           |
| –                        | Die Humanisten       | –             | 0,1           |
| –                        | PDV                  | –             | 0,1           |
| –                        | Gesundheitsforschung | –             | 0,6           |

| Wahlberechtigte | 51.775 |
| Wahlbeteiligung | 62,3 % |

## Wahl 2014
| Amtliches Endergebnis der Landtagswahl am 31. August 2014 in Sachsen im Wahlkreis 035 Nordsachsen 2 (Ergebnisse in Prozent) |

| Direktkandidat           | Partei          | Direktstimmen in % | Listenstimmen in % |
| ------------------------ | --------------- | ------------------ | ------------------ |
| Jörg Kiesewetter         | CDU             | 45,0               | 44,4               |
| Luise Neuhaus-Wartenberg | Die Linke       | 21,5               | 18,8               |
| Hagen Scheffler          | SPD             | 15,1               | 12,4               |
| Paul Rzehaczek           | NPD             | 06,4               | 05,2               |
| Stefan Schieritz         | FDP             | 04,2               | 03,5               |
| Roland Gasch             | GRÜNE           | 04,7               | 03,8               |
| -                        | Tierschutz      | -                  | 01,0               |
| -                        | AfD             | -                  | 08,1               |
| -                        | BüSo            | -                  | 00,1               |
| -                        | DSU             | -                  | 00,2               |
| -                        | pro Deutschland | -                  | 00,2               |
| -                        | Freie Wähler    | -                  | 01,1               |
| Gerd Müller              | Piraten         | 01,7               | 00,9               |
| -                        | Die Partei      | -                  | 00,3               |
| Benno Wagner             | Einzelbewerber  | 1,4                | -                  |
| Wahlberechtigte: 52.610  |                 |                    |                    |
| Wahlbeteiligung: 45,5 %  |                 |                    |                    |